# János Szentágothai
János Szentágothai, madžarski anatom, predavatelj in akademik, * 31. oktober 1912, † 8. avgust 1994.
Szentágothai je deloval kot redni profesor za anatomijo Univerze v Budimpešti in bil dopisni član Slovenske akademije znanosti in umetnosti (od 24. aprila 1981).